# Robert Bourassa
Pour les articles homonymes, voir Bourassa.
Robert Bourassa, né le 14 juillet 1933 à Montréal (Québec) et mort dans la même ville le 2 octobre 1996, est un avocat, fiscaliste, économiste et homme politique québécois.
À deux reprises, il devient chef du Parti libéral du Québec. À chacune, il devient premier ministre du Québec : du 12 mai 1970 au 25 novembre 1976, puis du 12 décembre 1985 au 11 janvier 1994.
Il est connu pour avoir été premier ministre lors d'importants moments de l'histoire du Québec comme la crise d'Octobre, l’adoption de la Loi sur la langue officielle (dite loi 22),  l'Accord du lac Meech, la crise d'Oka et l'accord de Charlottetown,.

## Biographie
Il a épousé Andrée Simard , fille d'Édouard Simard, président de Sorel industries. Il eut deux enfants, François Bourassa et Michèle Bourassa.

### Avant la vie politique
Né le 14 juillet 1933 à Montréal, Robert Bourassa est le fils d'Aubert Bourassa et d'Adrienne Courville. Il fait ses études au collège Jean-de-Brébeuf. Il est par la suite diplômé en droit avec grande distinction à l'Université de Montréal en 1956 et est reçu au Barreau du Québec l'année suivante. Plus tard, il étudie à l'université d'Oxford où il obtient une maîtrise en sciences économiques et politiques en 1959. Il décroche également une maîtrise en fiscalité et droit financier à l'université Harvard en 1960,.
Il est par la suite conseiller fiscal à Ottawa jusqu’en 1963, il enseigne aussi, jusqu'à la même année, à l'Université d'Ottawa. De 1963 à 1965, il est secrétaire et directeur des recherches de la commission Bélanger sur la fiscalité.

### La vie politique
Élu pour la première fois à l'Assemblée nationale en 1966 comme député de Mercier, Robert Bourassa est devenu chef du Parti libéral du Québec le 17 janvier 1970.

#### Premier ministre de la province de Québec
Robert Bourassa défait le gouvernement de l'Union nationale aux élections générales d'avril 1970. À 36 ans, il devient ainsi le plus jeune premier ministre du Québec.

#### Crise d'Octobre[3]
En tant que premier ministre, il joua un rôle crucial pendant la crise d'Octobre de 1970 durant lequel son ministre du Travail, Pierre Laporte, fut enlevé par des membres du Front de libération du Québec. Ce fut Bourassa qui demanda au premier ministre du Canada, Pierre Elliott Trudeau, de déclarer une situation d'urgence et d'invoquer la Loi sur les mesures de guerre, envoyant l'armée canadienne pour patrouiller dans les rues des grandes villes québécoises et d'Ottawa (la capitale canadienne).
Bourassa et Trudeau s'affrontèrent fréquemment sur la question des relations fédérales-provinciales et celle du nationalisme québécois, Trudeau étant opposé à ce qu'il voyait comme des concessions au mouvement souverainiste. Il ne témoignait pas non plus d’un grand respect personnel pour Bourassa, l’ayant même traité un jour de « mangeur de hot-dogs » .

#### Leprojet du siècle

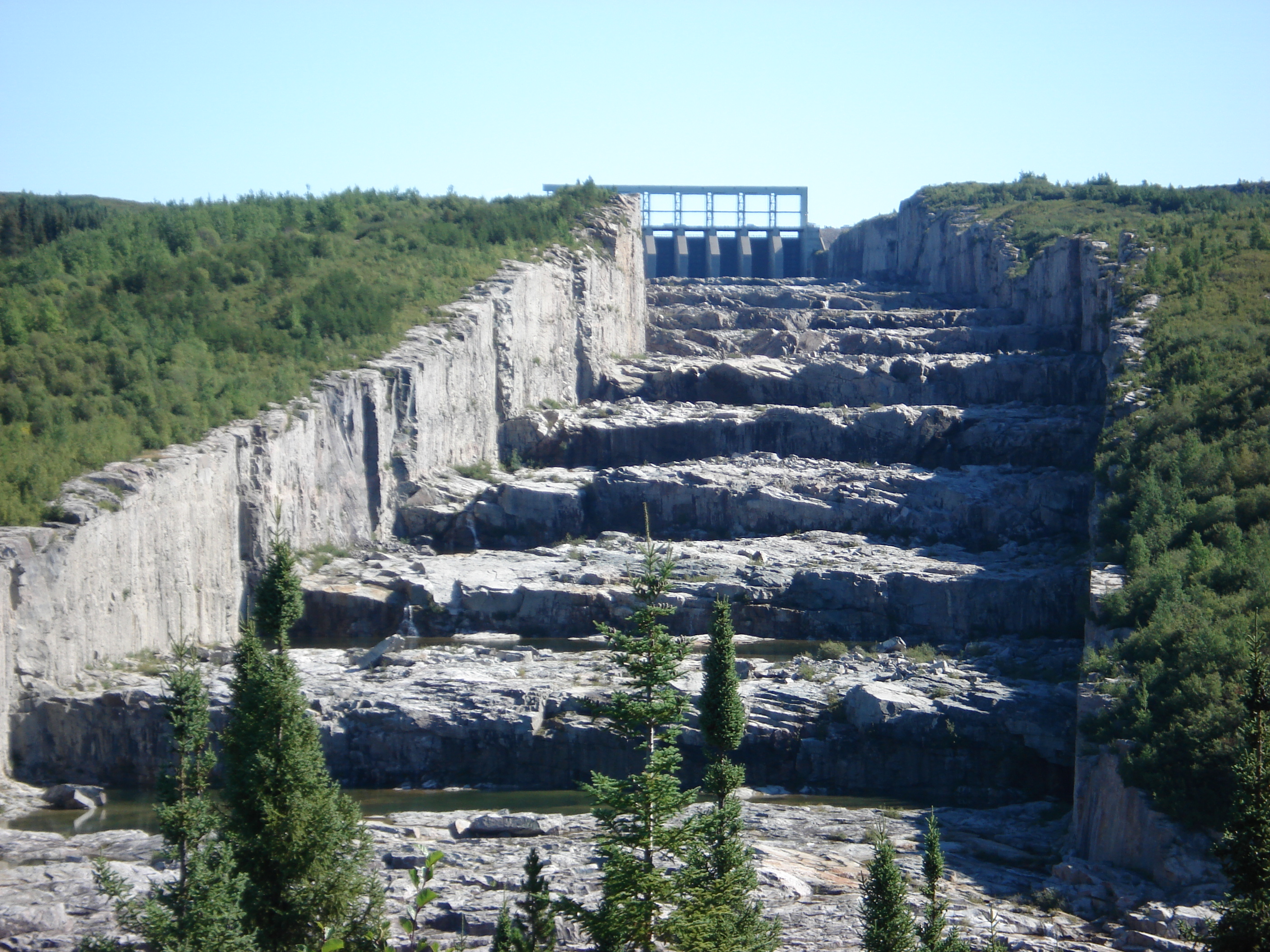
Évacuateur de crues de la centrale hydroélectrique Robert-Bourassa.

En 1971, Robert Bourassa annonce le projet de la Baie-James, un chantier gigantesque qui s’étend sur 350 000 km2, soit environ trois fois la superficie de l'Angleterre, visant l'aménagement du plus grand complexe hydroélectrique au monde.
Les déﬁs sont colossaux, mais Robert Bourassa croit fermement au potentiel énergétique propre et renouvelable que représente l’hydroélectricité, et va de l’avant.

#### Protection du français
Alors qu'il était au pouvoir, Bourassa introduisit des politiques qui visaient à protéger la langue française au Québec. En 1974, il fit adopter la Loi sur la langue officielle (ou « loi 22 »), l'une des premières loi visant à renforcer la position du français au Québec. Toutefois, cette loi fut bientôt supplantée par la Charte de la langue française (ou « loi 101 »), introduite par le gouvernement péquiste qui le remplaça en 1976. Toutefois, la loi 22 eut peut-être un plus grand impact que la loi 101. En faisant du français la langue officielle du Québec, cela indiquait que le Québec n'était plus officiellement bilingue (anglais et français). La loi 22 souleva la colère à la fois des anglophones, qui y voyaient une atteinte à leurs droits, et des francophones, dont un bon nombre jugeait que la loi n'allait pas assez loin. Bourassa fut dénoncé par les deux groupes et fut défait aux élections de 1976. L'assurance-maladie (1970), le régime des allocations familiales du Québec (1973), l'aide juridique (1973), la Charte québécoise des droits et libertés de la personne (1975), marquèrent aussi son premier mandat.

#### Jeux olympiques d'été de 1976
Le gouvernement Bourassa s’impliqua également de manière décisive pour sauver les Jeux olympiques d'été de 1976 à Montréal, menacés par d’énormes dépassements budgétaires et des retards de construction causés par la mauvaise gestion du projet par l'administration du maire Jean Drapeau. Le premier ministre fut toutefois accusé de dépenser à tout-va pour sauver les Jeux olympiques sans prendre de mesures pour en assurer une supervision adéquate ; son gouvernement fut mis en cause dans des scandales de corruption qui contribuèrent à sa défaite électorale en 1976.
Bourassa perd les élections de 1976 face à René Lévesque, chef du Parti québécois. De plus, il perdit également son siège à l'Assemblée nationale, battu par Gérald Godin dans la circonscription de Mercier. Il démissionna alors de la direction du Parti libéral du Québec et accepta par la suite des postes d'enseignement en Europe et aux États-Unis.

#### Retour à la tête du PLQ
Bourassa demeura en exil politique jusqu'en 1983 quand il revint à la politique provinciale ; il fut de nouveau élu chef du Parti libéral le 15 octobre 1983.

#### De nouveau premier ministre de la province de Québec
Robert Bourassa reprit le pouvoir comme premier ministre aux élections de 1985. Cependant, il fut battu dans sa propre circonscription de Bertrand et dut se faire élire six semaines plus tard dans une circonscription sûre, celle de Saint-Laurent, qu'un de ses députés lui céda. Le premier ministre dut assister en spectateur à la lecture du discours inaugural de la session faite par la vice-première ministre Lise Bacon.

#### Les négociations constitutionnelles

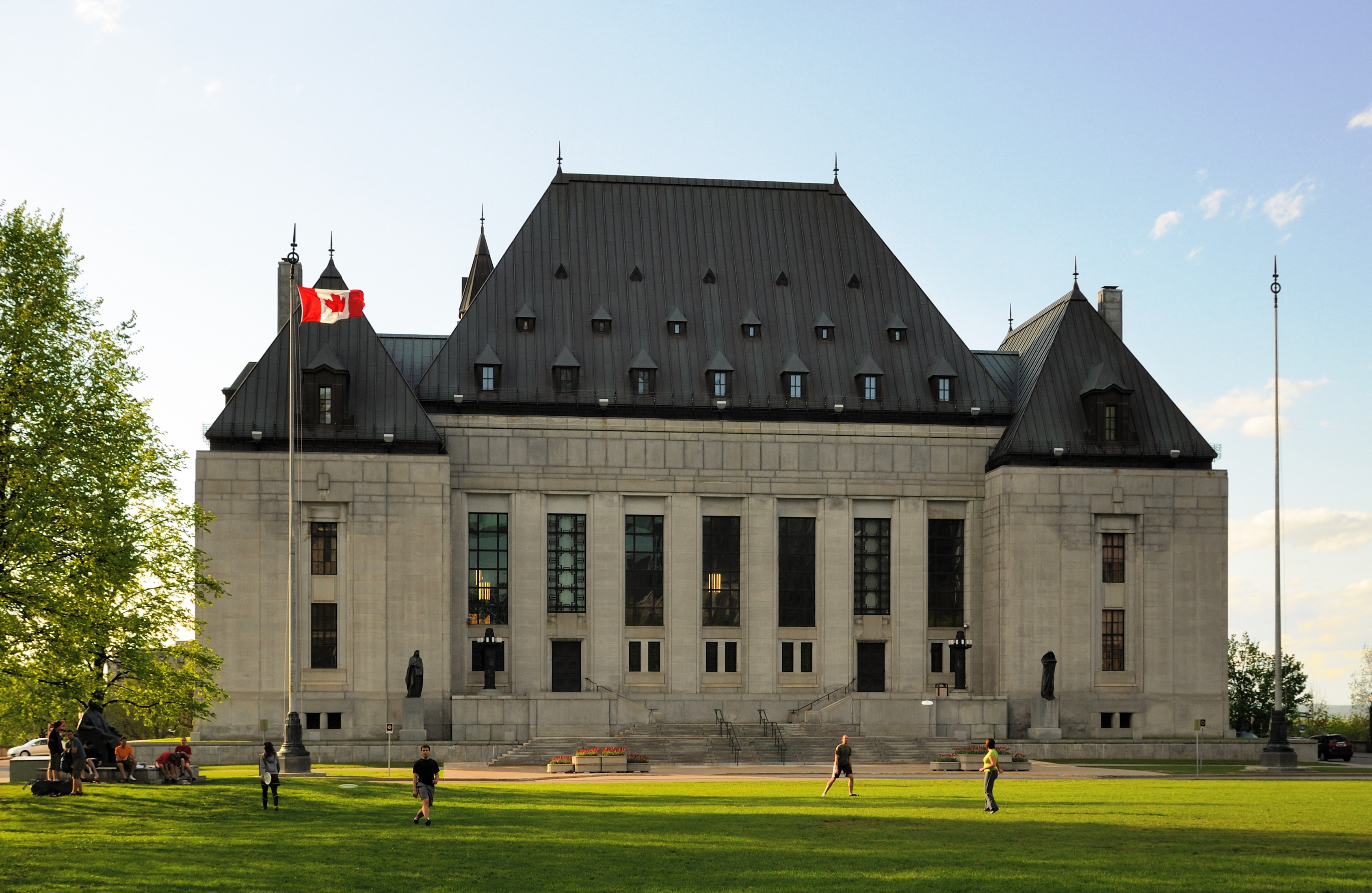
La Cour suprême du Canada, à laquelle Robert Bourassa s'opposa.

Dans son deuxième mandat, il est plongé au cœur des négociations constitutionnelles avec le gouvernement canadien. Ainsi il utilisa la « disposition de dérogation »  de la Charte canadienne des droits et libertés pour passer outre un jugement de la Cour suprême du Canada qui déclarait inconstitutionnelles certaines parties de la Charte de la langue française. Cette décision provoqua la démission de quelques ministres anglophones de son cabinet. Quelques années plus tard toutefois, il apporta certaines modifications à la charte. Ces compromis réduisirent la controverse sur la langue qui avait été une question dominante de la politique québécoise depuis des décennies. La majorité des Québécois en arrivèrent à un consensus et acceptèrent le nouveau statu quo.
Bourassa milita pour une reconnaissance du Québec comme étant une « société distincte » dans la constitution canadienne, promettant aux Québécois que leurs différends avec le Canada pouvaient être résolus avec un nouvel accord constitutionnel. Toutefois, Trudeau s'opposa avec succès à Bourassa dans ses deux mandats. Tôt dans son premier mandat, il participa à une première tentative de réforme constitutionnelle, la Charte de Victoria de 1971, qui n'aboutit à rien. Lors de son deuxième mandat, il collabora de près avec le premier ministre canadien Brian Mulroney et réussit à obtenir plusieurs concessions du gouvernement fédéral, qui furent incluses dans l'Accord du lac Meech et l'Accord de Charlottetown. Après l'échec de ces deux accords, les efforts pour réformer la constitution s'effondrèrent, et le mouvement souverainiste reprit du poil de la bête.

#### 1990, dernières années
En 1990, Bourassa instaura la taxe de vente du Québec, dans la controverse (son ministre du Revenu de l'époque, Yves Séguin, démissionna à la suite de l'adoption du projet de loi). Pendant cette période, il affrontera aussi une crise budgétaire et la crise d'Oka,.
En 1993, affaibli par la maladie, Bourassa annonce sa retraite de la politique. Daniel Johnson le remplace comme chef libéral et premier ministre du Québec en janvier 1994 et est défait par le Parti québécois huit mois plus tard.
Il meurt en 1996, à Montréal, d'un cancer de la peau, à l'âge de 63 ans. Il est enterré au cimetière Notre-Dame-des-Neiges à Montréal.

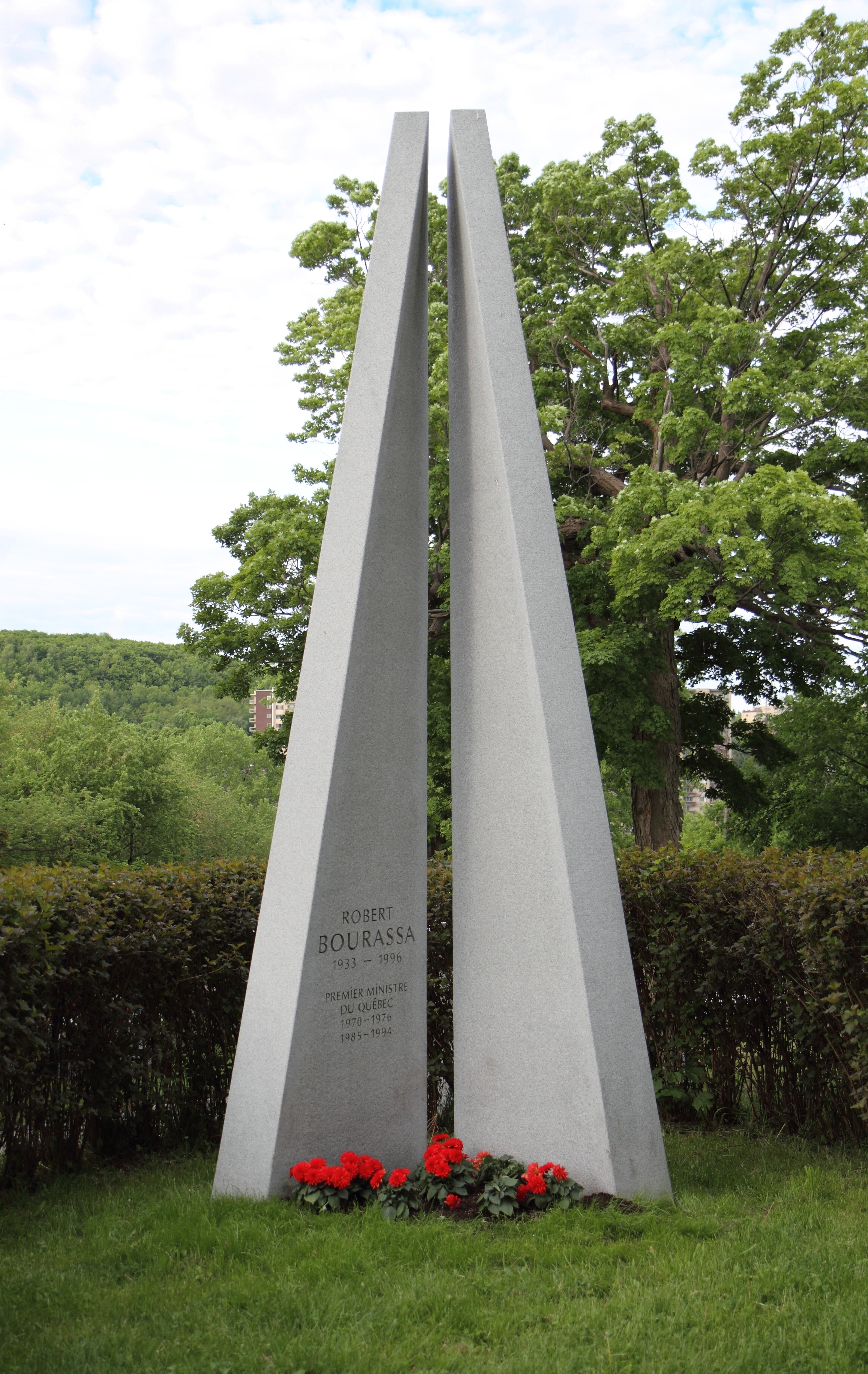
Pierre tombale au cimetière Notre-Dame-des-Neiges.

## Hommages
- Grand officier de la Légion d'honneur (21 février 1997), à titre posthume
- Grand officier de l'Ordre national du Québec (18 juin 2008), à titre posthume
- Doctorat honoris causa en philosophie de l'université de Tel-Aviv, en 1987
- Ordre du mérite des diplômés de l'Université de Montréal
- Médaille académique du gouverneur général du Canada[22]

### Toponymie
- La centrale hydroélectrique LG2 a été renommée centrale Robert-Bourassa en son honneur.
- L'avenue du Parc de Montréal avait été pressentie pour être renommée l'avenue Robert-Bourassa en 2006, mais ce projet fut abandonné face à des protestations populaires.
- En 2006, l'autoroute 740 (Du Vallon) de Québec est renommée autoroute Robert-Bourassa.
- En août 2014, Denis Coderre (maire de Montréal) annonce que la portion de la rue University située entre l'autoroute Bonaventure et la rue Sherbrooke sera renommée boulevard Robert-Bourassa[23].

### Monuments et édifices

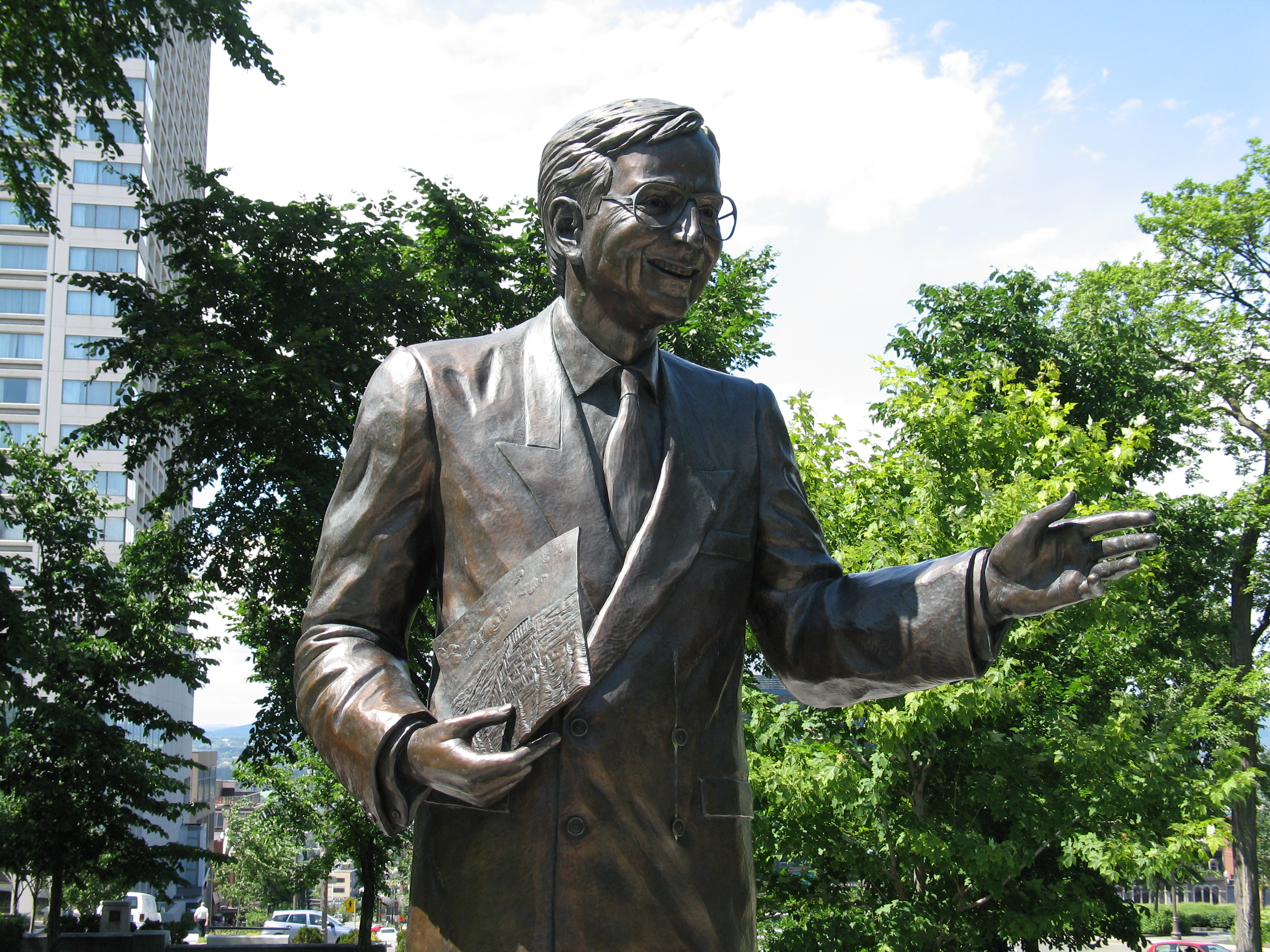
Le Monument Robert Bourassa, statue de lui dévoilée en 2006 sur la colline parlementaire de Québec

- Également en 2006, le monument Robert Bourassa est inauguré sur la colline parlementaire de Québec afin de rappeler sa mémoire[24].
- En 1997, la ville d’Outremont a baptisé la Bibliothèque Robert-Bourassa en son honneur.

## Résultats électoraux

### Résultats électoraux de Robert Bourassa
|       | Nom                     | Parti               | Nombre de voix | %      | Maj. |
| ----- | ----------------------- | ------------------- | -------------- | ------ | ---- |
|       | Robert Bourassa         | Libéral             | 11 759         | 44,3 % | 518  |
|       | Conrad Touchette        | Union nationale     | 11 241         | 42,3 % | -    |
|       | André Dagenais          | RIN                 | 3 115          | 11,7 % | -    |
|       | Roger Smith             | Ralliement national | 335            | 1,3 %  | -    |
|       | Lucien-Jacques Cossette | Communiste          | 112            | 0,4 %  | -    |
| Total | Total                   | Total               | 26 562         | 100 %  |      |

|       | Nom                       | Parti                 | Nombre de voix | %      | Maj.  |
| ----- | ------------------------- | --------------------- | -------------- | ------ | ----- |
|       | Robert Bourassa (sortant) | Libéral               | 15 337         | 46,7 % | 3 061 |
|       | Pierre Bourgault          | Parti québécois       | 12 276         | 37,3 % | -     |
|       | Conrad Touchette          | Union nationale       | 4 145          | 12,6 % | -     |
|       | Clément Patry             | Ralliement créditiste | 1 011          | 3,1 %  | -     |
|       | Paul Ouellet              | Indépendant           | 106            | 0,3 %  | -     |
| Total | Total                     | Total                 | 32 875         | 100 %  |       |

|       | Nom                       | Parti            | Nombre de voix | %      | Maj.  |
| ----- | ------------------------- | ---------------- | -------------- | ------ | ----- |
|       | Robert Bourassa (sortant) | Libéral          | 13 757         | 52,9 % | 2 880 |
|       | Louis O'Neill             | Parti québécois  | 10 877         | 41,8 % | -     |
|       | George Brault             | Créditiste       | 809            | 3,1 %  | -     |
|       | Jean-Louis Décarie        | Union nationale  | 411            | 1,6 %  | -     |
|       | Robert-A. Cruise          | Communiste       | 70             | 0,3 %  | -     |
|       | Guy Robillard             | Indépendant      | 53             | 0,2 %  | -     |
|       | Jeannette Pratte-Walsh    | Sans désignation | 23             | 0,1 %  | -     |
|       | Guy Robitaille            | Sans désignation | 18             | 0,1 %  | -     |
| Total | Total                     | Total            | 26 018         | 100 %  |       |

|       | Nom                       | Parti                 | Nombre de voix | %      | Maj.  |
| ----- | ------------------------- | --------------------- | -------------- | ------ | ----- |
|       | Gérald Godin              | Parti québécois       | 13 450         | 51,4 % | 3 736 |
|       | Robert Bourassa (sortant) | Libéral               | 9 714          | 37,1 % | -     |
|       | Giuseppe Anzini           | Union nationale       | 1 975          | 7,5 %  | -     |
|       | Robert Roy                | Ralliement créditiste | 647            | 2,5 %  | -     |
|       | Henri-François Gautrin    | NPD Québec            | 139            | 0,5 %  | -     |
|       | Guy Desautels             | Communiste            | 116            | 0,4 %  | -     |
|       | Gaston Morin              | Travailleurs          | 77             | 0,3 %  | -     |
|       | Louise Ouimet             | Sans désignation      | 58             | 0,2 %  | -     |
| Total | Total                     | Total                 | 26 176         | 100 %  |       |

|       | Nom                        | Parti             | Nombre de voix | %      | Maj.  |
| ----- | -------------------------- | ----------------- | -------------- | ------ | ----- |
|       | Robert Bourassa            | Libéral           | 15 490         | 58 %   | 5 273 |
|       | Francine Lalonde           | Parti québécois   | 10 217         | 38,2 % | -     |
|       | Joseph Arthur Laurent Alie | Indépendant       | 408            | 1,5 %  | -     |
|       | Joseph Ranger              | Crédit social uni | 182            | 0,7 %  | -     |
|       | Paul Rochon                | Républicain       | 162            | 0,6 %  | -     |
|       | Carolle Caron              | Sans désignation  | 135            | 0,5 %  | -     |
|       | Patricia Métivier          | Sans désignation  | 129            | 0,5 %  | -     |
| Total | Total                      | Total             | 26 723         | 100 %  |       |

|       | Nom                       | Parti                  | Nombre de voix | %      | Maj. |
| ----- | ------------------------- | ---------------------- | -------------- | ------ | ---- |
|       | Jean-Guy Parent           | Parti québécois        | 17 181         | 48,9 % | 229  |
|       | Robert Bourassa (sortant) | Libéral                | 16 952         | 48,2 % | -    |
|       | Claire Bonneville         | NPD Québec             | 586            | 1,7 %  | -    |
|       | Jean-François Lefebvre    | Vert                   | 336            | 1 %    | -    |
|       | Sylvain Robert            | Socialisme chrétien    | 46             | 0,1 %  | -    |
|       | Gilles Grisé              | Commonwealth du Canada | 38             | 0,1 %  | -    |
| Total | Total                     | Total                  | 35 139         | 100 %  |      |

|       | Nom                 | Parti                        | Nombre de voix | %      | Maj.   |
| ----- | ------------------- | ---------------------------- | -------------- | ------ | ------ |
|       | Robert Bourassa     | Libéral                      | 16 020         | 82,7 % | 14 319 |
|       | Sid Ingerman        | NPD Québec                   | 1 701          | 8,8 %  | -      |
|       | Gilles Rhéaume      | Parti indépendantiste (1985) | 778            | 4 %    | -      |
|       | Jacques Plante      | Vert                         | 278            | 1,4 %  | -      |
|       | Anne Farrel         | Parti humaniste              | 202            | 1 %    | -      |
|       | Vincent Trudel      | Indépendant                  | 177            | 0,9 %  | -      |
|       | Martin Lavoie       | Indépendant                  | 70             | 0,4 %  | -      |
|       | Léopold Milton      | Crédit social uni            | 66             | 0,3 %  | -      |
|       | Patricia Métivier   | Indépendant                  | 49             | 0,3 %  | -      |
|       | Jay Laurence Taylor | Indépendant                  | 31             | 0,2 %  | -      |
| Total | Total               | Total                        | 19 372         | 100 %  |        |

|       | Nom                       | Parti           | Nombre de voix | %      | Maj.  |
| ----- | ------------------------- | --------------- | -------------- | ------ | ----- |
|       | Robert Bourassa (sortant) | Libéral         | 15 493         | 52,1 % | 8 392 |
|       | Ciro Paul Scotti          | Égalité         | 7 101          | 23,9 % | -     |
|       | Marie-France Charbonneau  | Parti québécois | 5 559          | 18,7 % | -     |
|       | François Leduc            | Vert            | 864            | 2,9 %  | -     |
|       | Daniel Sabbah             | NPD Québec      | 248            | 0,8 %  | -     |
|       | Thomas Hudson             | Indépendant     | 158            | 0,5 %  | -     |
|       | Marcel Provost            | Parti citron    | 150            | 0,5 %  | -     |
|       | Jean Bilodeau             | Travailleurs    | 147            | 0,5 %  | -     |
| Total | Total                     | Total           | 29 720         | 100 %  |       |

### Résultats électoraux du Parti libéral du Québec sous Bourassa
| Partis | Partis                      | Chef                        | Candidats | Sièges | Sièges | Voix      | Voix   | Voix     |
| Partis | Partis                      | Chef                        | Candidats | 1966   | Élus   | Nb        | %      | +/-      |
| --- | --------------------------- | --------------------------- | --------- | ------ | ------ | --------- | ------ | -------- |
| | Libéral                     | Robert Bourassa             | 108       | 50     | 72     | 1 304 341 | 45,4 % | -1,89 %  |
| | Union nationale             | Jean-Jacques Bertrand       | 108       | 56     | 17     | 564 544   | 19,7 % | -21,17 % |
| | Ralliement créditiste       | Camil Samson                | 99        | -      | 12     | 321 370   | 11,2 % | -        |
| | Parti québécois             | René Lévesque               | 108       | -      | 7      | 662 404   | 23,1 % | -        |
| | NPD Québec                  | Roland Morin                | 13        | -      | -      | 4 374     | 0,2 %  | -        |
| | Parti québécois indépendant | Parti québécois indépendant | 1         | -      | -      | 2 998     | 0,1 %  | -        |
| | Communiste                  | Samuel Walsh                | 1         | -      | -      | 213       | 0 %    | -0,01 %  |
| | Ligue socialiste            |                             | 1         | -      | -      | 145       | 0 %    | -        |
| | Crédit social uni           |                             | 1         | -      | -      | 53        | 0 %    | -        |
| | Indépendant                 | Indépendant                 | 26        | 2      | -      | 12 528    | 0,4 %  | -2,35 %  |
| Total | Total                       | Total                       | 466       | 108    | 108    | 2 872 970 | 100 %  |          |
| Le taux de participation lors de l'élection était de 84,2 % et 57 029 bulletins ont été rejetés. Il y avait 3 478 578 personnes inscrites sur la liste électorale pour l'élection. |                             |                             |           |        |        |           |        |          |

| Partis | Partis             | Chef            | Candidats | Sièges | Sièges | Voix      | Voix   | Voix     |
| Partis | Partis             | Chef            | Candidats | 1970   | Élus   | Nb        | %      | +/-      |
| --- | ------------------ | --------------- | --------- | ------ | ------ | --------- | ------ | -------- |
| | Libéral            | Robert Bourassa | 110       | 72     | 102    | 1 623 734 | 54,7 % | +9,25 %  |
| | Parti québécois    | René Lévesque   | 110       | 7      | 6      | 897 809   | 30,2 % | +7,16 %  |
| | Créditiste         | Yvon Dupuis     | 109       | 12     | 2      | 294 706   | 9,9 %  | -1,27 %  |
| | Union nationale    | Gabriel Loubier | 110       | 17     | -      | 146 209   | 4,9 %  | -14,73 % |
| | Marxiste-léniniste |                 | 15        | -      | -      | 1 395     | 0 %    | -        |
| | Communiste         | Samuel Walsh    | 3         | -      | -      | 164       | 0 %    | +0,00 %  |
| | Indépendant        | Indépendant     | 22        | 0      | -      | 6 961     | 0,2 %  | -0,21 %  |
| Total | Total              | Total           | 479       | 108    | 110    | 2 970 978 | 100 %  |          |
| Le taux de participation lors de l'élection était de 80,4 % et 54 760 bulletins ont été rejetés. Il y avait 3 764 111 personnes inscrites sur la liste électorale pour l'élection. |                    |                 |           |        |        |           |        |          |

| Partis | Partis                   | Chef             | Candidats | Sièges | Sièges | Voix      | Voix   | Voix     |
| Partis | Partis                   | Chef             | Candidats | 1973   | Élus   | Nb        | %      | +/-      |
| --- | ------------------------ | ---------------- | --------- | ------ | ------ | --------- | ------ | -------- |
| | Parti québécois          | René Lévesque    | 110       | 6      | 71     | 1 390 351 | 41,4 % | +11,15 % |
| | Libéral                  | Robert Bourassa  | 110       | 102    | 26     | 1 135 056 | 33,8 % | -20,87 % |
| | Union nationale          | Rodrigue Biron   | 108       | -      | 11     | 611 666   | 18,2 % | +13,28 % |
| | Ralliement créditiste    | Camil Samson     | 109       | 2      | 1      | 155 451   | 4,6 %  | -5,29 %  |
| | Parti national populaire | Jérôme Choquette | 36        | -      | 1      | 31 043    | 0,9 %  | -        |
| | Alliance démocratique    |                  | 13        | -      | -      | 17 762    | 0,5 %  | -        |
| | Militants syndicaux      |                  | 21        | -      | -      | 3 080     | 0,1 %  | -        |
| | Communiste               | Samuel Walsh     | 14        | -      | -      | 1 776     | 0,1 %  | +0,04 %  |
| | Travailleurs             |                  | 12        | -      | -      | 1 249     | 0 %    | -        |
| | Indépendant              | Indépendant      | 23        | -      | -      | 13 072    | 0,4 %  | +0,16 %  |
| Total | Total                    | Total            | 556       | 110    | 110    | 3 360 506 | 100 %  |          |
| Le taux de participation lors de l'élection était de 85,3 % et 70 446 bulletins ont été rejetés. Il y avait 4 023 743 personnes inscrites sur la liste électorale pour l'élection. |                          |                  |           |        |        |           |        |          |

| Partis | Partis                       | Chef                | Candidats | Sièges | Sièges | Voix      | Voix   | Voix     |
| Partis | Partis                       | Chef                | Candidats | 1981   | Élus   | Nb        | %      | +/-      |
| --- | ---------------------------- | ------------------- | --------- | ------ | ------ | --------- | ------ | -------- |
| | Libéral                      | Robert Bourassa     | 122       | 42     | 99     | 1 910 307 | 56 %   | +9,91 %  |
| | Parti québécois              | Pierre-Marc Johnson | 122       | 80     | 23     | 1 320 008 | 38,7 % | -10,57 % |
| | NPD Québec                   | Jean-Paul Harney    | 90        | -      | -      | 82 588    | 2,4 %  | -        |
| | Progressiste conservateur    | André Asselin       | 48        | -      | -      | 35 210    | 1 %    | -        |
| | Parti indépendantiste (1985) | Denis Monière       | 39        | -      | -      | 15 423    | 0,5 %  | -        |
| | Socialisme chrétien          |                     | 103       | -      | -      | 11 712    | 0,3 %  | -        |
| | Union nationale              | André Léveillé      | 19        | -      | -      | 7 759     | 0,2 %  | -3,77 %  |
| | Vert                         |                     | 10        | -      | -      | 4 613     | 0,1 %  | -        |
| | Parti humaniste              |                     | 17        | -      | -      | 3 050     | 0,1 %  | -        |
| | République du Canada         |                     | 28        | -      | -      | 2 240     | 0,1 %  | -        |
| | Mouvement socialiste         |                     | 10        | -      | -      | 1 809     | 0,1 %  | -        |
| | Crédit social uni            |                     | 12        | -      | -      | 1 650     | 0 %    | +0,01 %  |
| | Communiste                   | Samuel Walsh        | 10        | -      | -      | 834       | 0 %    | +0,00 %  |
| | Indépendant                  | Indépendant         | 22        | -      | -      | 9 380     | 0,3 %  | +0,14 %  |
| | Sans désignation             | Sans désignation    | 14        | -      | -      | 5 024     | 0,1 %  | -        |
| Total | Total                        | Total               | 666       | 122    | 122    | 3 411 607 | 100 %  |          |
| Le taux de participation lors de l'élection était de 75,7 % et 52 625 bulletins ont été rejetés. Il y avait 4 576 600 personnes inscrites sur la liste électorale pour l'élection. |                              |                     |           |        |        |           |        |          |

| Partis | Partis                       | Chef               | Candidats | Sièges | Sièges | Voix      | Voix   | Voix    |
| Partis | Partis                       | Chef               | Candidats | 1985   | Élus   | Nb        | %      | +/-     |
| --- | ---------------------------- | ------------------ | --------- | ------ | ------ | --------- | ------ | ------- |
| | Libéral                      | Robert Bourassa    | 125       | 99     | 92     | 1 702 808 | 50 %   | -6,04 % |
| | Parti québécois              | Jacques Parizeau   | 125       | 23     | 29     | 1 369 067 | 40,2 % | +1,47 % |
| | Égalité                      | Robert Libman      | 19        | -      | 4      | 125 726   | 3,7 %  | -       |
| | Vert                         | Jean Ouimet        | 46        | -      | -      | 67 675    | 2 %    | +1,85 % |
| | NPD Québec                   | Roland Morin       | 55        | -      | -      | 41 504    | 1,2 %  | -1,20 % |
| | Parti Unité                  | James Atkinson     | 16        | -      | -      | 33 862    | 1 %    | -       |
| | Parti citron                 | Denis R. Patenaude | 11        | -      | -      | 7 550     | 0,2 %  | -       |
| | Travailleurs                 |                    | 19        | -      | -      | 5 497     | 0,2 %  | -       |
| | Progressiste conservateur    | André Asselin      | 12        | -      | -      | 4 750     | 0,1 %  | -0,89 % |
| | Parti indépendantiste (1985) | Gilles Rhéaume     | 12        | -      | -      | 4 607     | 0,1 %  | -0,31 % |
| | Marxiste-léniniste           |                    | 30        | -      | -      | 4 245     | 0,1 %  | -       |
| | Parti 51                     |                    | 11        | -      | -      | 3 846     | 0,1 %  | -       |
| | Crédit social uni            | Jean-Paul Poulin   | 11        | -      | -      | 2 973     | 0,1 %  | +0,04 % |
| | Mouvement socialiste         |                    | 10        | -      | -      | 2 203     | 0,1 %  | +0,01 % |
| | République du Canada         |                    | 11        | -      | -      | 1 799     | 0,1 %  | -0,02 % |
| | Communiste                   | Samuel Walsh       | 10        | -      | -      | 808       | 0 %    | +0,00 % |
| | Libertarien                  |                    | 1         | -      | -      | 192       | 0 %    | -       |
| | Indépendant                  | Indépendant        | 33        | -      | -      | 29 797    | 0,9 %  | +0,44 % |
| Total | Total                        | Total              | 557       | 122    | 125    | 3 408 909 | 100 %  |         |
| Le taux de participation lors de l'élection était de 75 % et 92 159 bulletins ont été rejetés. Il y avait 4 670 690 personnes inscrites sur la liste électorale pour l'élection. |                              |                    |           |        |        |           |        |         |

## Citation
- « Le Canada anglais doit comprendre de façon très claire que, quoi qu'on dise et quoi qu'on fasse, le Québec est, aujourd'hui et pour toujours, une société distincte, libre et capable d'assumer son destin et son développement. »
(discours prononcé le 22 juin 1990 à l'Assemblée nationale à la suite de l'échec de l'accord du lac Meech.) [35]